# Nicuță Tănase
Nicuță Tănase (n. 12 august 1924, Roșu, Ilfov – d. 5 septembrie 1986, București) a fost un scriitor umoristic român.

## Biografie
Fiul lui Anghel Nicuță, negustor ambulant, și al Elenei (n. Moldovan). 
După școala de ucenici urmată la București, lucrează ca lăcătuș la Avrig (județul Sibiu) și apoi la Hunedoara. 
Debutează în ziarul Combinatului Siderurgic Hunedoara (Uzina noastră) cu foiletoane și versuri (1948). În 1950 intră la Școala de Literatură și Critică Literară „Mihai Eminescu” din București. Lucrează ca redactor la Urzica, apoi la Scînteia. Colaborează la ziarele centrale și la reviste literare (Scînteia, Contemporanul, Flacăra, Gazeta literară, Luceafărul, Presa noastră, Revue Roumaine, Scînteia tineretului, Tribuna, Tînărul scriitor, Viața Românească ș.a.), cu povestiri, foiletoane satirice sau fragmente de roman, pe care le publică apoi și în volum.

## Distincții
- Medalia Muncii (14 iunie 1957) „cu prilejul sărbătoririi zilei de 1 iunie «Ziua internațională a copilului», pentru merite deosebite în muncă”[1]
- Ordinul Muncii clasa a III-a (12 august 1959) „pentru merite deosebite în opera de construire a socialismului”[2]
- Ordinul „Steaua Republicii Populare Române” clasa a V-a (10 iulie 1965) „pentru merite deosebite în realizarea sarcinilor prevăzute în Directivele celui de al III-lea Congres al Partidului Muncitoresc Român”[3]

## Volume publicate
- M-am făcut băiat mare
- A billentyus szajmuzsika
- Muzicuța cu schimbător
- Derbedeii
- Acțiunea P. 1500
- Astăzi e ziua mea
- Am fugit de acasă
- Ce oameni, Domnule!
- Plec la facultate
- Fără minuni, Doamne
- Cruce de ocazie
- Eu și îngerul meu păzitor Mitică
- Baiat bun, dar... cu lipsuri: Piesă în trei acte
- Sus mîinile, domnule scriitor
- Ghidul superstițiosului
- Destăinuirea marilor secrete
- Carte de explicare a viselor
- Răpirea ucenicului nevrăjitor
- Fără înger păzitor
- Telefonul de la ora 19
- Portrete în Aqua Forte
- Lume, lume, soro lume!: Patru nuvele aproape autobiografice
- M-am făcut... tată mare: Un fel de jurnal

## Premii
- Premiul Asociației Scriitorilor din București (1979)

## Ecranizări
Nuvela Muzicuța cu schimbător a fost ecranizată în 1956 ca Ora „H” de  Sinișa Ivetici și Andrei Blaier.

## Legături externe
- Nicuta Tanase – uitatul mic scriitor mare